# Pieter Jan Brugge
Pieter Jan Brugge (né le 6 novembre 1955 à Deventer aux Pays-Bas) est un producteur et réalisateur néerlandais.

## Filmographie

### comme acteur
- 2010 : 127 heures de Danny Boyle : Eric Meijer

### comme producteur
- 1984 : Breakin' 2: Electric Boogaloo (en) de Sam Firstenberg
- 1989 : Loverboy de Geoffrey Wright
- 1989 : Glory
- 1992 : Jeux d'adultes (Consenting Adults)
- 1993 : La Disparue (The Vanishing)
- 1993 : Instinct fatal (Fatal Instinct)
- 1993 : L'Affaire Pélican (The Pelican Brief)
- 1994 : Clifford
- 1995 : Heat
- 1998 : Bulworth
- 1999 : Révélations (The Insider)
- 2004 : L'Enlèvement (The Clearing)
- 2006 : Miami Vice : Deux flics à Miami (Miami Vice)
- 2010 : Love, et autres drogues (Love And Other Drug)

### comme réalisateur
- 2004 : L'Enlèvement (The Clearing)